# Elsie Höök
Elsie Marianne Höök, född 20 september 1927 i Södertälje, död 24 november 2017 i Norrköping, var en svensk skådespelare.

## Filmografi
- 1956 – Kalle Stropp, Grodan Boll och deras vänner
- 1966 – Skriet (TV-teater Finland)
- 1966 – Brecht om Brecht (TV-teater Finland)
- 1967 – Jean-Paul Marat förföljd och mördad så som det framställs av patienterna på hospitalet Charenton under ledning av herr de Sade (TV-teater Finland)
- 1967 – Kärlek utan strumpor (TV-teater Finland)
- 1974 – Förr visste jag precis (TV-serie)
- 1975 – Jourhavande (TV-serie)
- 1981 – Hundarnas morgon (TV-film)
- 1994 – Illusioner
- 1995 – Anmäld försvunnen (TV-serie)
- 1995 – Du bestämmer (TV-serie)
- 1995 – NileCity 105,6 (TV-serie)
- 1996 – Passageraren
- 1996 – Silvermannen (TV-serie)
- 1998 – C/o Segemyhr (TV-serie)
- 2000 – Jesus lever (TV-film)[5]

## Teater

### Roller (ej komplett)
| År   | Roll               | Produktion                                                                     | Regi                 | Teater                           |
| ---- | ------------------ | ------------------------------------------------------------------------------ | -------------------- | -------------------------------- |
| 1961 |                    | Strömkarlen Björn-Erik Höijer                                                  | Lars-Erik Liedholm   | Wasa Teater                      |
| 1963 | Amy Preston        | Kvinna i morgonrock Ted Willis                                                 | Ernst Günther        | Wasa Teater                      |
| 1969 | Hushållerskan      | Mannen från La Mancha Dale Wasserman, Mitch Leigh och Joe Darion               | Lars-Erik Liedholm   | Norrköping-Linköping stadsteater |
| 1970 | Svärmodern         | Blodsbröllop Federico García Lorca                                             | Lars-Erik Liedholm   | Norrköping-Linköping stadsteater |
| 1970 | Nasse              | Nalle Puh Eric Olsoni efter A.A. Milnes bok                                    | Riber Björkman       | Norrköping-Linköping stadsteater |
| 1970 |                    | Ä’ke det gudomligt Bertil Norström                                             | Bertil Norström      | Norrköping-Linköping stadsteater |
| 1970 | Anna               | En månad på landet Ivan Turgenjev                                              | John Zacharias       | Norrköping-Linköping stadsteater |
| 1970 | Värdshusvärdinnan  | Berättelser från Landshut Martin Sperr                                         | Lars Gerhard Norberg | Norrköping-Linköping stadsteater |
| 1971 |                    | Förhållanden människor emellan                                                 |                      | Norrköping-Linköping stadsteater |
| 1971 | Langar-Emma        | Spanska flugan Franz Arnold och Ernst Bach                                     | Torsten Sjöholm      | Norrköping-Linköping stadsteater |
| 1971 | Brudgummens mor    | Lavendel Walentin Chorell                                                      | Bertil Norström      | Norrköping-Linköping stadsteater |
| 1972 | Änkan från Bath    | Canterburysägner Martin Starkie, Nevill Coghill, Richard Hill och John Hawkins | Torsten Sjöholm      | Norrköping-Linköping stadsteater |
| 1972 |                    | Den förgyllda lergöken Emil Norlander                                          | Bertil Norström      | Norrköping-Linköping stadsteater |
| 1972 |                    | Vägen till Kanaan Rudolf Värnlund                                              | Lars Gerhard Norberg | Norrköping-Linköping stadsteater |
| 1973 | Thérèse            | Slott och koja Karel Kraus, Zdeněk Mahler och Peter Rada                       | Bertil Norström      | Norrköping-Linköping stadsteater |
| 1973 | Gunilla Gustavsson | Om 7 flickor Erik Torstensson                                                  | Margreth Weivers     | Norrköping-Linköping stadsteater |
| 1973 | Langar-Emma        | Herr Puntila och hans dräng Matti Bertolt Brecht                               | Jan Lewin            | Norrköping-Linköping stadsteater |
| 1973 |                    | Kungens rosor Bertil Norström och Lars Gerhard Norberg                         | Lars Gerhard Norberg | Norrköping-Linköping stadsteater |
| 1974 | Ellen              | Midsommardröm i fattighuset Pär Lagerkvist                                     | Hans Elfvin          | Norrköping-Linköping stadsteater |
| 1974 |                    | Leva loppan Georges Feydeau                                                    | Lars Gerhard Norberg | Norrköping-Linköping stadsteater |
| 1974 | Clara              | Drottningens juvelsmycke Carl Jonas Love Almqvist                              | Torsten Sjöholm      | Norrköping-Linköping stadsteater |
| 1975 |                    | Boccaccio Franz von Suppé och Bertil Norström                                  | Bertil Norström      | Norrköping-Linköping stadsteater |
| 1975 | Svea Generalskan   | Göta Kanal Lars Gerhard Norberg, Bertil Norström och Jan-Olof Lindstedt        | Lars Gerhard Norberg | Norrköping-Linköping stadsteater |
| 1975 | Modern             | Leka med elden August Strindberg                                               | Brigitte Ornstein    | Norrköping-Linköping stadsteater |
| 1975 | Madame Roulin      | Brevbäraren från Arles Ernst Bruun Olsen                                       | Torsten Sjöholm      | Norrköping-Linköping stadsteater |
| 1976 | Mary Sunshine      | Chicago Fred Ebb, Bob Fosse och John Kander                                    | Torsten Sjöholm      | Norrköping-Linköping stadsteater |
| 1976 |                    | Småstadsbor August von Kotzebue                                                | Bertil Norström      | Norrköping-Linköping stadsteater |
| 1976 |                    | Meningen med föreningen Ensemblen vid Västernorrlands Regionteater             | Lars Broling         | Norrköping-Linköping stadsteater |
| 1976 | Matthandlarfrun    | Den goda människan från Sezuan Bertolt Brecht och Paul Dessau                  | Lars Gerhard Norberg | Norrköping-Linköping stadsteater |
| 1977 |                    | Romeo och Julia William Shakespeare                                            | Hans Elfvin          | Norrköping-Linköping stadsteater |
| 1977 | Suleima            | Söndagpromenaden Lars Forssell                                                 | Lars Gerhard Norberg | Norrköping-Linköping stadsteater |
| 1981 |                    | Sju bröder Aleksis Kivi                                                        | Göran Bohman         | Länsteatern i Östergötland       |
| 1986 |                    | Nils Holgersson Eva Strandin fritt efter Selma Lagerlöf                        | Torsten Sjöholm      | Östgötateatern                   |
| 1987 |                    | Napoleon, musikal Serge Lama, Yves Gilbert                                     | Torsten Sjöholm      | Östgötateatern                   |
| 1987 | Madam Flod         | Hemsöborna August Strindberg                                                   | John Zacharias       | Östgötateatern                   |
| 1988 | Yente              | Spelman på taket Jerry Bock, Joseph Stein                                      | Thor Zackrisson      | Säffleoperan                     |
| 1989 |                    | Knäckebröd med hovmästarsås Magnus Nilsson                                     | Torsten Sjöholm      | Östgötateatern                   |
| 1991 | Mamma Viktoria     | Greven av Röda stan Magnus Nilsson                                             | Torsten Sjöholm      | Östgötateatern                   |
| 1992 |                    | Bernarda Albas hus Federico García Lorca                                       | Kerstin Svedberg     | Östgötateatern                   |
| 1996 |                    | My Fair Lady Frederick Loewe och Alan Jay Lerner                               | Staffan Aspegren     | Oscarsteatern                    |
| 1998 |                    | Cabaret Fred Ebb och John Kander                                               | Philip Zandén        | Riksteatern                      |
| 1999 | Mormor Augusta     | Pepparrotslandet Magnus Nilsson                                                | Johan Huldt          | Teater Västernorrland            |